# Дубенщино
Дубенщино — село в Лысковском районе Нижегородской области. Входит состав Кисловского сельсовета.

## География
Село Дубенщино расположено в 81 км к юго-востоку от Нижнего Новгорода, на правом берегу реки Сундовик; на противоположной стороне реки — деревня Уткино. Высота над уровнем моря 107 м.

## История
В конце XVIII века село Дубенщино принадлежало нижегородскому военному губернатору Ивану Савиновичу Белавину. Здесь жил до конца своих дней его сын, декабрист Василий Иванович Белавин.
В 1889 году мировым судьёй и попечителем Лысковского духовного училища Николаем Евграфовичем Стоговым в Дубенщине была открыта церковно-приходская школа. Н. И. Стогов содержал её на свои средства в течение почти 30 лет.
Село Дубенщино было центром Дубеньщинской волости Макарьевского уезда.

## Инфраструктура
В селе одна улица — Заречная.

## Достопримечательности
В селе Дубенщино сохранилась церковь, построенная в XIX веке. В 2000 году церковь получила статус памятника градостроительства и архитектуры.
Каменная церковь Иверской Божъей Матери в сельце Дубенщино. Она построена на ровном, возвышенном берегу реки Сундовик, посреди селения в 1824 году помещиком Василием Ивановичем Белавиным. Иконы, находившиеся ранее в церкви были замечательны своей живописью (работы академика Ступина) Престол весь кипарисный. Жертвенник также кипарисный. На горном месте алтаря был замечателен образ «восстания из гроба Господа Иисуса Христа», ступинской работы, длиною в четыре аршина и две четверти. Дарохранительница на святом престоле также замечательна. Она хрустальная с шестью позолоченными бронзовыми колоннами, серебряным вызолоченным ковчегом, в полтора фунтов весом. В окладах икон и утварях чистого серебра до 12 фунтов.